# راجر جوزف بوسکویچ
راجر جوزف بوسکویچ یا راجر بوشکویچ (تلفظ [rûd͡ʑɛr jɔ̌sip bɔ̂ʃkɔʋit͡ɕ]) زاده ۱۸ مه ۱۷۱۱ – درگذشته ۱۳ فوریه ۱۷۸۷) یک فیزیک‌دان، ستاره‌شناس، ریاضی‌دان، فیلسوف، دیپلمات (فرد)، شاعر، الهیات دان، از یسوعی‌ها و کشیش و یک علامه از شهر دوبروونیک در جمهوری راگوسا (کرواسی امروز) بود. وی در ایتالیا و فرانسه به زندگی و فراگیری دانش پرداخت.